# Somogyi Károly (színművész)
Somogyi Károly, Stärk (Baja, 1880. március 16. – Budapest, 1960. február 9.) színész, elismert burleszk komikus, rendező.

## Életútja
Stärk Emánuel és Pollák Jozefa fia. A Vígszínház színésziskoláját látogatta, majd Szabadhegyi Aladárnál kezdte a pályát. 1908-ban a szatmári színikerület új igazgatója, Heves Béla szerződtette burleszk komikus színészként. 1910. április 27-én mutatta be a társulat Dénes Sándor: A Bazilovits cég című revüjét, amiben társszerzőként működött közre és amit aztán nagy sikerrel játszottak. 1911-től a pozsonyi társulat új igazgatójához, Polgár Károlyhoz ment, akinél hosszú éveken át működött. Az első világháború Pozsonyban érte és mint zászlós olasz fogságba került. Hazajövetele után ismét Pozsonyba szerződött, de később a csehek megvonták a magyar színészek játszási engedélyét, ezért egy vándortársulattal másutt működött.
1926 körül Polgár Károllyal közösen vezetett vándorszínházat, amiben a prózai darabokat rendezte is. Az 1930-as években több műkedvelő előadást rendezett. 1936-ban Iván Sándor színtársulatában Kassán és Beregszászon játszott, 1937-ben pedig állástalan színészekből szervezett társulatot. 1939-ben Kassán Nyirő József: Jézusfaragó emberét adták elő.
Miután Csehszlovákia szétesett, illetve az első bécsi döntéssel Dél-Szlovákia magyarlakta területeinek jelentős része visszakerült Magyarországhoz, illetve 1939. március 14-ével első ízben önállósult a Szlovák Köztársaság, a magyar színészetnek nem maradt sok lehetősége, szerepét a műkedvelő csoportok vállalták fel. Közben szerkesztett színházi lapot is, később több lap munkatársaként szerepelt.

### Magánélete
Pozsonyban tartotta esküvőjét 1913. február 17-én Birgling Irén Emmával, aki a pozsonyi színtársulat pénztárosnője volt. Stärk családi nevét 1954-ben hivatalosan is Somogyira változtatta. Halálát agyvérzés, szívbénulás okozta.